# 톰 레러
톰 레러(Tom Lehrer, 본명: 토머스 앤드류 레러, 본명 영어: Thomas Andrew Lehrer, 1928년 4월 9일 ~ 2025년 7월 26일)는 미국의 음악가, 싱어송라이터, 풍자가, 수학자였으며, 나중에 수학과 뮤지컬 연극을 가르쳤다. 1950년대와 1960년대에 인기를 얻은 간결하고 유머러스하며 종종 정치적인 노래들을 녹음했다. 그의 노래들은 종종 대중적인 음악 형식을 풍자했지만, 보통 독창적인 멜로디를 가지고 있었다. 예외는 "원소들"로, 길버트와 설리번의 《펜잔스의 해적》에 나오는 "소장님 노래"의 멜로디에 화학 원소의 이름을 붙였다.
레러의 초기 공연은 "공원에서 비둘기 독살하기"와 같은 노래에서 비시사적인 주제와 블랙 유머(다크 코미디라고도 알려짐)를 다루었다. 1960년대에는 특히 텔레비전 쇼 그것이 그 주였어의 미국 버전을 위해 시사적인 사회 및 정치 문제에 대한 노래를 만들었다. 이 노래들의 인기는 시사적인 주제와 참고 자료를 훨씬 능가했다. 레러는 한 친구의 설명을 인용했다: "항상 최악을 예측하면 선지자로 칭송받을 것이다." 1970년대 초, 레러는 캘리포니아 대학교 샌타크루즈에서 수학 및 뮤지컬 연극 역사를 가르치는 데 전념하기 위해 대중 공연에서 대부분 은퇴했다.

## 어린 시절

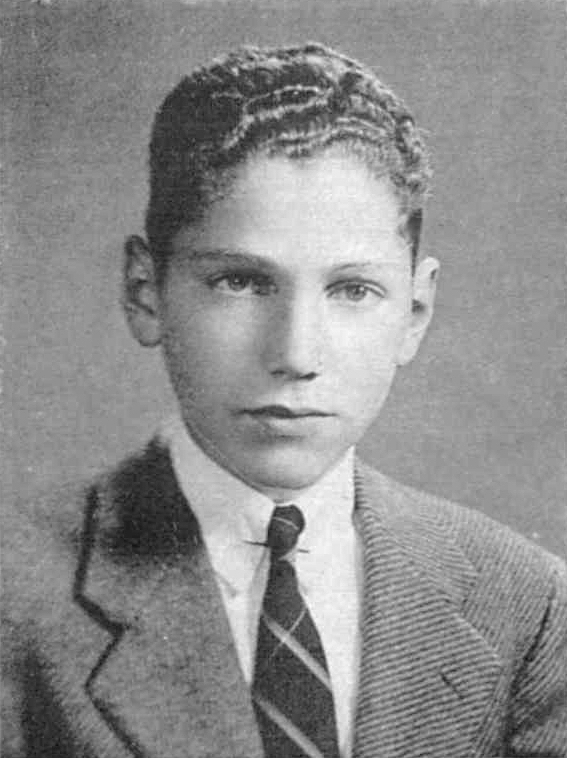
1943년 루미스 학교 연감에 실린 레러

토머스 앤드류 레러는 1928년 4월 9일 뉴욕에서 태어났으며, 맨해튼의 어퍼 이스트 사이드에서 자랐다. 모리스 제임스 레러(1897년 ~ 1986년)와 애나 레러(옛 성 월러; 1905년 ~ 1978년)의 아들이자 배리 월러 레러(1930년 ~ 2007년)의 형이었다. 그와 그의 가족은 유대계였지만 기독교를 느슨하게 믿었으며, 주일학교에 다니고 크리스마스를 축하했다. 유대교와의 관계가 "회당보다는 델리카트슨과 더 관련이 있었고(...) '하느님'은 주로 욕설이었다"고 말했다. 7세에 클래식 피아노를 배우기 시작했지만, 당시의 대중 음악에 더 관심이 있었다. 결국, 그의 어머니는 그를 대중 음악 피아노 교사에게 보냈다. 어린 나이에 쇼 튠을 쓰기 시작했는데, 이는 훗날 하버드 대학교를 비롯한 다른 대학에서 강의를 할 때 풍자 작곡가이자 작가로서 그를 도왔다.
레러는 뉴욕 브롱크스 자치구의 리버데일에 있는 호러스 맨 스쿨에 다녔다. 또한 캠프 앤드로스코긴에 캠프 참가자와 상담원으로 참여했다. 스티븐 손드하임은 톰 레러를 캠프 상담원으로 두었다.
레러는 신동으로 여겨져 두 학년을 월반했다. 루미스 학교를 졸업한 후 15세에 하버드 칼리지에 입학했으며, 그곳에서 어빙 커플랜스키가 그의 교수 중 한 명이었다. 하버드 학부생 시절, 친구들을 즐겁게 하기 위해 "하버드, 맹렬히 싸워라"를 포함한 코미디송을 쓰기 시작했다. 이 곡들은 1951년과 1952년에 하버드 물리학과에서 《피지컬 리뷰》로 공연되었다. 이 리뷰는 1993년 레러에 의해 《피지컬 리뷰》 노래로 되살아났는데, 이는 미국 물리학회의 저널 피지컬 리뷰의 100주년을 기념하는 특별 공연이었다.

## 학술 및 군사 경력

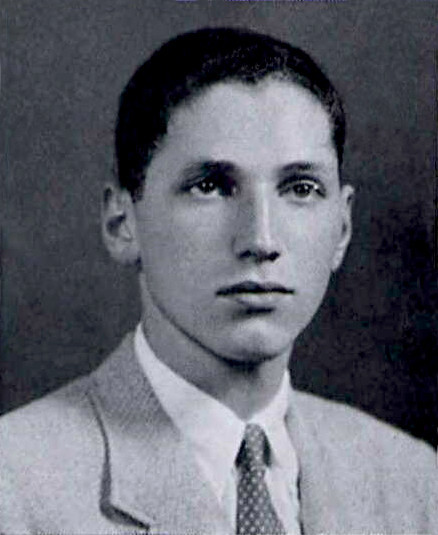
1947–1948년 하버드 대학교 연감에 실린 레러

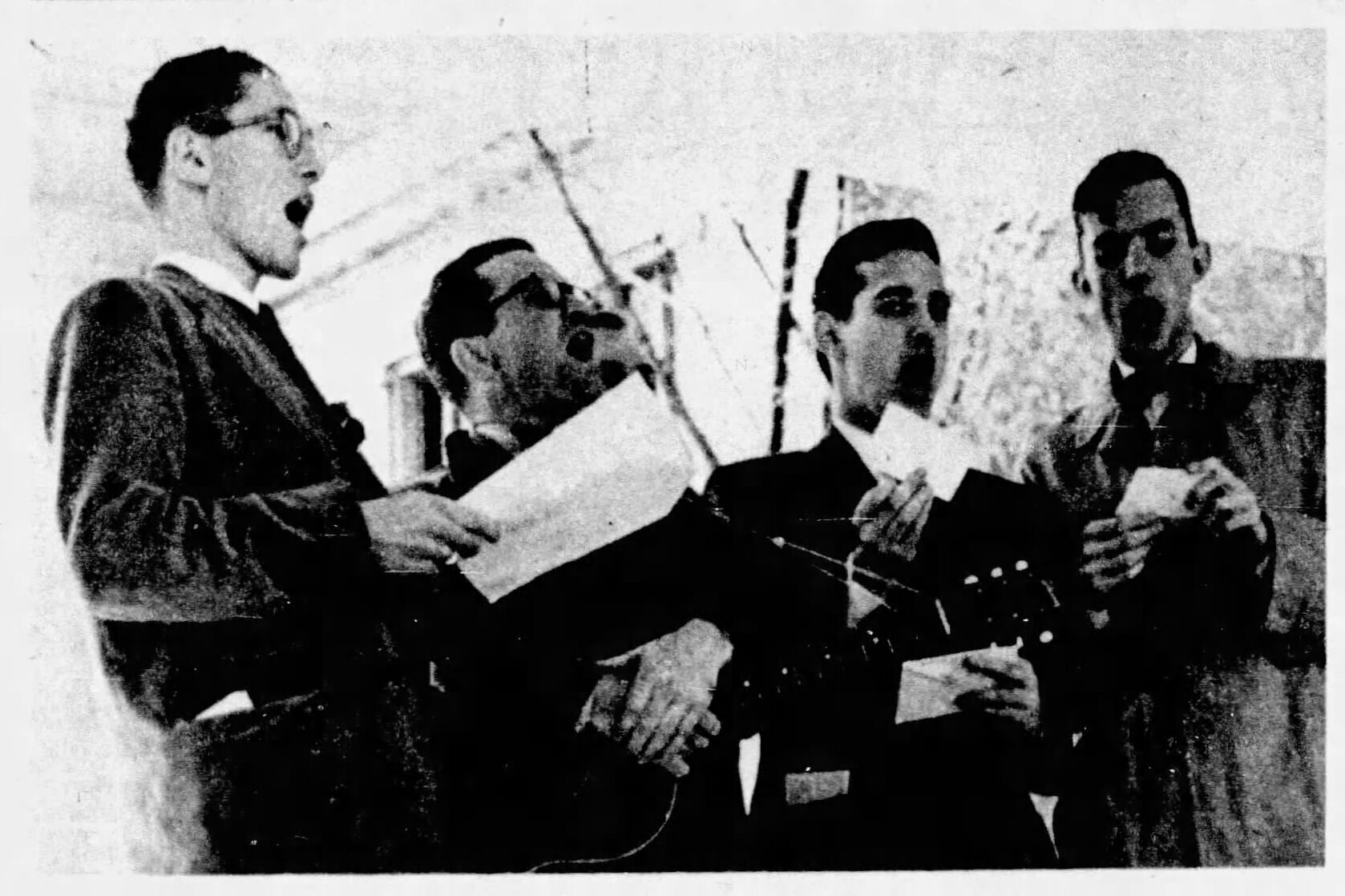
(왼쪽부터) 레러, 로버트 H. 웰커, 데이비드 Z. 로빈슨, 루이스 M. 브랜스콤이 1951년 식목일 하버드 봄 의식에서 찬송가를 공연하고 있다. 이 사중주는 《피지컬 리뷰》의 곡들을 공연했다.

레러는 1946년 하버드 대학교를 인문사회 학사 수학 전공으로 우등 졸업했다. 하버드에서 캐나다 신학자 로버트 크라우스와 룸메이트였다. 이듬해 MA 학위를 받았고 파이 베타 카파에 입회했다. 나중에 매사추세츠 공과대학교, 하버드, 웰즐리 칼리지, 캘리포니아 대학교 샌타크루즈에서 수학 및 기타 과목을 가르쳤다.
레러는 몇 년 동안 하버드 박사 과정에 남아 있었고, 음악 경력에도 시간을 할애했다.
레러는 로스앨러모스 과학 연구소에서 연구원으로 일했을 수도 있다.
1953년, 하버드를 떠나 방사선 탐지 및 분광학을 포함한 과학 및 산업 기기를 만드는 베어드-아토믹에서 일했다.
레러는 1955년 미국 육군에 징집되었다. 1957년까지 미국 국가안보국(NSA)에서 근무했다. 레러는 이 기간 동안 기지 내 주류 반입 금지를 피하기 위해 젤로 샷을 발명했다고 주장했다.
레러는 미국 징집병들이 고등학교 학위를 갖지 못하던 시대에 석사 학위를 가지고 있었음에도 불구하고, 특기병 계급을 달성한 사병으로 복무했으며, 이를 "무임소 상병"이라고 묘사했다. 이러한 경험은 "내가 있고 싶은 곳은 황량한 서부"와 "군인이라는 것이 자랑스럽게 한다"와 같은 노래의 소재가 되었다. 2020년 레러는 자신이 NSA에 배정되었음을 공개적으로 밝혔다. 당시 NSA의 존재 자체가 기밀이었기 때문에, 레러는 암묵적으로 핵무기 관련 작업을 더 민감한 내용의 위장 이야기로 사용하게 되었다.
1960년, 레러는 하버드에서 전일제 수학 공부로 돌아왔다. 1962년부터 MIT 정치학과에서 수학을 가르쳤다. 1965년에 최빈값 통계에 관한 수학 박사 논문을 15년 동안 간헐적으로 작업한 후 포기했다.
1972년, 레러는 캘리포니아 대학교 샌타크루즈의 교수로 임용되어 인문학 전공 학생들을 대상으로 "수학의 본질"이라는 입문 과정을 가르쳤는데, 레러에 따르면 "테너를 위한 수학"이었다. 또한 뮤지컬 극장 수업도 가르쳤다. 가끔 강의에서 노래를 불렀다.
2001년, 레러는 무한을 주제로 마지막 수학 수업을 가르치고 학계에서 은퇴했다. 여전히 그 지역에 머물며 산타크루즈와 케임브리지, 매사추세츠에 집을 유지했다. 2003년 레러는 여전히 캘리포니아 대학교 산타크루즈 주변에 "자주 들른다"고 확인했다.

## 음악 경력

### 스타일 및 영향
레러는 주로 뮤지컬 극장에서 영향을 받았다. 제럴드 나흐만의 책 《진지하게 웃긴》에 따르면, 브로드웨이 뮤지컬 《Let's Face It!》은 그에게 초기적이고 지속적인 인상을 주었다. 레러의 스타일은 다양한 형태의 대중 노래를 패러디하는 것으로 구성된다. 예를 들어, 리스트 송에 대한 그의 애정은 길버트와 설리번의 "소장님 노래" 멜로디에 화학 원소의 이름을 나열하는 "원소들"을 쓰게 했다.
"그는 1950년 샌더스 극장에서 3학년 대학원생으로서 첫 공개 콘서트를 열었다." – 제러미 번스타인
작가이자 보스턴 대학교 교수인 아이작 아시모프는 두 번째 자서전 《아직 느껴지는 기쁨》에서 1954년 10월 9일 보스턴 나이트클럽에서 레러가 공연하는 것을 보았다고 회고했다. 레러는 짐이 루이즈에게서, 샐리가 짐에게서 "그것"을 얻는 것에 대한 노래를 불렀는데, "... 잠시 후 그 '그것'이 성병이라는 것을 알게 되었다. 갑자기 조합이 기괴해질수록 단 한 마디의 야한 표현도 사용하지 않고 알려진 모든 성도착증을 풍자하고 있다는 것을 깨달았다. 나이트클럽 밖에서는 분명히 부를 수 없는 노래였다." 아시모프는 또한 하버드에서 시내로 이어지는 역들을 이용해 보스턴 지하철 시스템을 다루는 노래를 회상하며, 지역적 주제 때문에 이 노래가 일반 배포에 부적합하다고 언급했다. 레러는 나중에 아시모프에게 "지하철 노래"의 가사를 그의 책에 인쇄하는 것을 허락했다. 아시모프는 "나이트클럽에 자주 가지는 않았지만, 갔던 모든 시간 중 이때가 단연코 가장 즐거운 시간이었다"고 말했다.

### 음반
레러는 자신의 공연이 성공을 거두자 1953년 1월 22일 보스턴 보이얼스턴 가에 위치한 트랜스라디오 스튜디오에서 한 시간 동안 녹음하는 데 15달러(2022년 기준 $145에 해당)를 지불하고 《톰 레러의 노래》를 만들었다. 처음에는 400장이 인쇄되었다. 라디오 방송국들은 그의 논란이 되는 주제들 때문에 그의 노래를 방송하지 않았고, 하버드 캠퍼스에서 앨범을 3달러(2022년 기준 $29에 해당)에 팔았는데, "하버드 캠퍼스 근처의 몇몇 가게들은 일종의 지역 사회 봉사로서 최소한의 마크업만 붙여 3.50달러에 팔았다. 캠퍼스 내 신문 가판대에서도 같은 가격에 팔았다." 여름이 지난 후, 샌프란시스코 크로니클이 이 음반에 대한 기사를 쓴 후 샌프란시스코만큼 멀리 떨어진 전국 각지에서 우편 주문을 받기 시작했다. 그의 음반에 대한 관심은 입소문으로 퍼져나갔다. 사람들은 친구들에게 음반을 틀어주었고, 친구들도 그 사본을 원하게 되었다. 레러는 "대중 매체에 노출되지 않아 내 노래는 천천히 퍼졌다. 헤르페스처럼, 에볼라처럼은 아니었다."고 회상했다.
이 앨범에는 섬뜩한 "I Hold Your Hand in Mine", 약간 외설적인 "Be Prepared", 표절 수학자들에 대한 "로바체프스키"가 포함되어 있다. 이 앨범은 자비 출판되었고 홍보가 없었음에도 불구하고 입소문을 통해 컬트적 성공을 거두었다. 앨범의 제한된 유통으로 인해 잭 "엔잘"(잭 나겔의 가명)이 1958년 레러의 승인 없이 불법 복제 앨범을 발매했고, 가사 중 일부가 잘못 표기되기도 했다.
레러는 일련의 콘서트 투어를 시작했고 1959년에 두 번째 앨범을 녹음했다. 두 가지 버전으로 두 번째 앨범을 발매했는데, 곡들은 같았지만 《더 많은 톰 레러》는 스튜디오 녹음이었고 《톰 레러와 함께 낭비한 저녁》은 라이브 콘서트 녹음이었다. 2013년에 레러는 스트리크닌 처리된 옥수수로 보스턴의 비둘기를 통제하는 관행을 언급하는 "Poisoning Pigeons in the Park" 스튜디오 세션을 회상했다.
필경사가 마지막 순간에 악보를 들고 도착해서 밴드에게 나눠줬다 ... 제목도 없고 가사도 없었다. 그래서 그들은 연주를 시작했다, "참 즐거운 작은 왈츠" ... 그러자 엔지니어가 말했다, "'Poisoning Pigeons in the Park', 1회차." 그러자 피아노 연주자가 "뭐?" 하고 말하더니 말 그대로 의자에서 떨어졌다.

### 투어

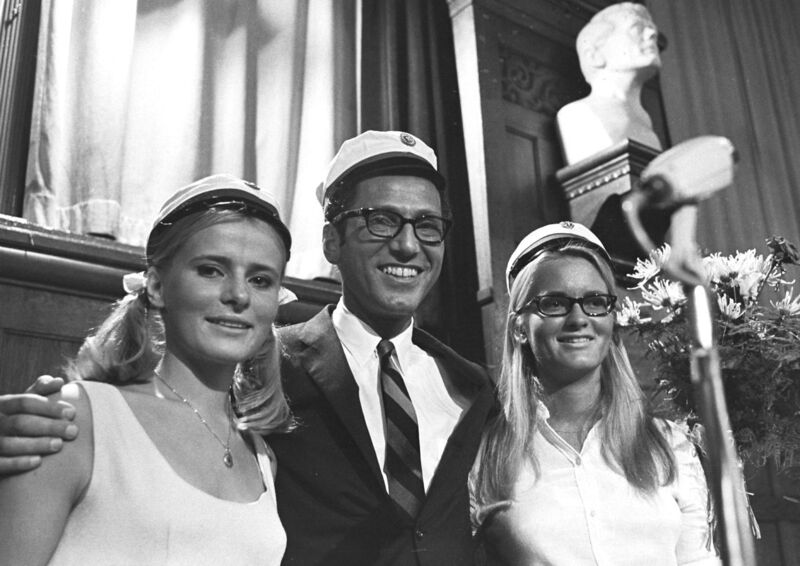
1967년 코펜하겐 학생 연합의 명예 회원인 레러

레러는 1957년 12월 4일 영국에서 큰 성공을 거두었는데, 이때 런던 대학교가 마거릿 공주에게 음악 명예 박사 학위를 수여했고, 공개 연설자인 J. R. 서덜랜드 교수는 "공주는 음악 감정가이자 뛰어난 기량과 명성을 가진 연주자이며, 그녀의 취향은 모차르트부터 칼립소, 오페라부터 베아트리스 릴리와 톰 레러의 노래에 이르기까지 폭넓다"고 말했다. 이로 인해 레러의 작품에 대한 상당한 관심이 촉발되었고, 그의 5년 된 데뷔 앨범이 영국에서 배급되는 데 도움이 되었다. 그의 음악은 대학 신문들이 자료를 언급하면서 실제 판매 인기를 얻었고, 1958년 BBC가 앨범에 수록된 12곡 중 10곡을 방송 금지하면서 의도치 않게 인기를 얻었다. 1950년대 말까지 레러는 37만 장의 음반을 팔았다.

### That Was The Week That Was
1960년, 레러는 미국에서의 투어 활동을 사실상 중단했다. 그러나 같은 해 호주와 뉴질랜드에서 총 33회의 콘서트를 열어 큰 찬사를 받았다 또한 논란을 일으키기도 했다. 뉴질랜드에 있는 동안 올 블랙스의 아파르트헤이트 시대 남아프리카 공화국 투어와 월터 내시 총리의 입장에 대해 비판적인 가사를 썼다. 레러의 투어는 그가 "금지되고, 검열되고, 여러 의회에서 언급되었으며, 체포 위협을 받았다"고 말한 시기에 이루어졌다. 특히 "Be Prepared"는 브리즈번 경찰청장으로부터 사전적인 저항을 받았다. 호주에서 "The Masochism Tango"를 포함하여 아직 발표되지 않은 몇 곡을 공연했다.
1960년대 초, 레러는 풍자적인 텔레비전 프로그램인 미국판 《That Was The Week That Was》(TW3)의 전속 작곡가로 고용되었다. 그의 작품 중 더 많은 부분이 노골적으로 정치적, 또는 적어도 시사적인 주제를 다루게 되었다. 예를 들어 교육("뉴 매스"), 제2차 바티칸 공의회("바티칸 랙"), 인종 관계("National Brotherhood Week"), 대기 및 수질 오염("Pollution"), 미국 군국주의("Send the Marines"), 그리고 핵확산("Who's Next?" 및 "MLF Lullaby") 등이 있다. 또한 미국에서 일하기 전에 나치 독일에 고용되었던 로켓 과학자 베르너 폰 브라운을 풍자하는 노래도 썼다. 레러는 TW3에 출연하지 않았고, 가수 낸시 에임스가 그의 노래를 불렀다(레러는 불쾌해했다). 그리고 그의 노래에서 가사가 종종 잘려나갔다. 레러는 나중에 샌프란시스코의 헝그리 아이 나이트클럽에서 이 노래들 중 아홉 곡을 공연했고, 이것은 앨범 《That Was The Week That Was》(1965)가 되었다.
1966년, 데이비드 프로스트 BBC TV 진행자는 BBC 프로그램 《프로스트 리포트》를 가지고 영국으로 돌아왔다. 줄리 펠릭스와 함께 레러는 주간 주제에 대한 음악적 풍자를 제공했다. 이 쇼는 라이브로 방송되었고, 모든 부분을 한 번의 공연으로 사전 녹음했다. 레러는 모든 회차에 출연하지는 않았지만, 그의 노래들은 각 쇼의 적절한 부분에 등장했다. 이 노래들 중 적어도 두 곡은 그의 LP에 포함되지 않았다. 노엘 카워드의 "That is the End of the News"를 재작업한 곡(새로운 가사 포함)과 십진법 통화 도입에 영국이 어떻게 적응할지에 대한 유머러스한 설명이 담긴 곡이 그것이다.
레러가 Reprise Records와 체결한 《That Was The Week That Was》 음반 계약에는 Reprise가 그의 이전 음반에 대한 배포권도 가지게 되었는데, 이는 레러가 자신의 음반 레이블을 청산하고 싶었기 때문이다. Reprise 발매 《톰 레러의 노래》는 스테레오 재녹음 버전이었다. 이 버전은 레러가 이 버전을 마음에 들어 하지 않았기 때문에 CD로 발매되지 않았다. 라이브 녹음에는 "L-Y"와 "Silent E"라는 보너스 트랙이 포함되어 있는데, 이 두 곡은 그가 PBS 어린이 교육 시리즈인 《일렉트릭 컴퍼니》를 위해 쓴 10곡 중 두 곡이다. 레러는 나중에 Reprise를 통해 전 세계적으로 팔린 음반 판매량이 1996년에 180만 장을 넘어섰다고 언급했다. 같은 해, 《That Was The Week That Was》는 골드 음반을 기록했다. 앨범 라이너 노트는 1959년 《뉴욕 타임스》의 리뷰를 인용하며 자기 비하적인 유머로 그의 노래를 홍보한다. "레러 씨의 음악적 영감은 취향과 같은 제약 요인에 얽매이지 않는다."
레러는 1967년 스웨덴, 노르웨이, 덴마크를 순회 공연했다. 오슬로 콘서트는 덴마크 텔레비전을 위해 녹화되었고 약 40년 후에 DVD로 발매되었다. 코펜하겐의 스투덴테르포레닝엔(학생회)에서 저명한 국제 게스트로 공연했으며, 이 공연은 텔레비전으로 방영되었고, 무대에서 자신이 미국의 "빅토르 보르게에 대한 복수"일지도 모른다고 언급했다. 1967년 닷지 자동차 산업 영화에서 오리지널 곡들을 공연했으며, 이 영화는 주로 자동차 딜러들에게 배포되었고 홍보 행사에서 상영되었다. 이 영화는 가상의 미국 서부 마을을 배경으로 하며 "The Dodge Rebellion Theatre presents Ballads For '67"이라는 제목이 붙었다. 조 래포소와 함께 스위니 토드를 브로드웨이 뮤지컬로 각색하려고 시도했고, 제리 콜로너를 주연으로 삼으려 했다. 그들은 몇 곡을 시작했지만, 레러가 언급했듯이 "아무것도 이루어지지 않았고, 물론 20년 후에 스티븐 손드하임이 나를 앞질렀다."

### 음악계 은퇴
레러는 "반핵, 민권 좌파의 영웅"이었지만, 1960년대 반문화의 미학을 싫어했고, 이 운동이 추진력을 얻으면서 미국에서의 공연을 대부분 중단했다.
1970년대에 레러는 수학과 뮤지컬 연극 교육에 집중했다. 또한 어린이 교육 텔레비전 프로그램인 《일렉트릭 컴퍼니》를 위해 10곡을 작곡했다. 수년간 그의 마지막 공개 공연은 1972년에 반베트남 전쟁 민주당 미국 대통령 후보인 조지 맥거번을 위한 모금 투어에서 열렸다.
2000년 CD 박스 세트인 《더 리메인스 오브 톰 레러》에 수록된 소책자와의 인터뷰에서 음악 경력을 포기한 이유를 묻자 레러는 다음과 같이 답했다. "아이디어가 떠오르면 쓰고, 그렇지 않으면 쓰지 않았다—점차 두 번째 선택지가 첫 번째를 압도했다. 가끔 사람들은 '그것을 즐겼다면'(실제로 즐겼다) '왜 다시 하지 않는가?'라고 묻는다. 나는 '나는 고등학교를 즐겼지만 다시는 하고 싶지 않다'고 대답한다."
레러의 음악 경력은 상대적으로 짧았다. 20년 동안 단 109번의 공연을 했고 37곡을 썼다고 한때 언급했다. 그럼에도 불구하고, 그 후 수십 년 동안 컬트적인 추종자를 얻었다.

### 재개 및 재발매

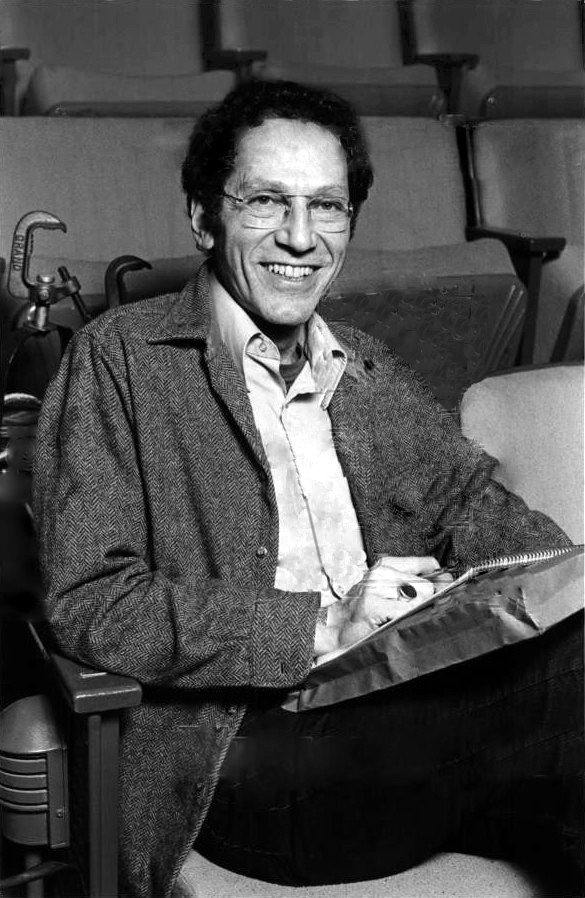
레러,

레러의 음악은 1977년 《닥터 드멘토 쇼》가 전국적으로 방송되면서 주요 레퍼토리가 되었다. 1980년, 캐머런 매킨토시는 레러의 노래들을 모은 뮤지컬 《톰풀러리》를 제작하여 런던 무대에서 히트를 쳤다. 레러는 처음에는 이 쇼에 참여하지 않았지만, 쇼에 만족했고, 결국 이 무대 제작에 전폭적인 지지를 보냈으며, 쇼를 위해 여러 가사를 수정했다. 《톰풀러리》는 27곡을 포함하고 200회 이상의 공연으로 이어졌으며, 1981년 빌리지 게이트에서 오프브로드웨이 공연이 120회 상연되었다. 레러는 1980년 런던 크리테리언 극장에서 열린 《톰풀러리》 초연과 관련하여 BBC의 《파킨슨》 쇼에 드물게 TV 출연을 하여 "I Got It from Agnes"를 불렀다. 샌프란시스코에서는 1982년경과 2018-19년에 "Tomfoolery" 공연이 있었다. "Tomfoolery"는 1982년 워싱턴 DC의 아레나 스테이지 극장에서 공연되었다. 1993년 페르마의 마지막 정리의 증명을 기념하는 수학 과학 연구소 영상의 마지막 크레딧을 위해 "That's Mathematics"를 썼다.
1998년 6월 7일과 8일, 레러는 런던 라이시움 극장에서 《톰풀러리》를 제작했던 캐머런 매킨토시의 경력을 기념하는 쇼 《헤이, 미스터 프로듀서!》의 일환으로 18년 만에 처음으로 대중 앞에서 공연했다. 6월 8일 쇼는 엘리자베스 2세 여왕 앞에서 가진 유일한 공연이었다. 레러는 "Poisoning Pigeons in the Park"와 핵확산 노래 "Who's Next?"의 업데이트 버전을 불렀다.
2000년, 레러는 자신의 노래가 기득권층에 비판적이지 않은 사람들에게는 아무런 실제적인 영향을 미 미치지 못할 것이라고 언급했다. "솔직히 말해서 이런 종류의 것이 개종하지 않은 사람들에게는 영향을 미치지 않는다고 생각한다. 개종자들에게 설교하는 것도 아니다. 개종자들을 자극하는 것이다. ... 나는 1930년대 풍자적인 베를린 카바레에 대해 이야기했던 피터 쿡의 말을 인용하는 것을 좋아하는데, 그것들은 히틀러의 부상을 막고 제2차 세계 대전을 막는 데 많은 기여를 했다."
레러는 자신의 음악 경력에 대해 농담조로 이렇게 말했다. "내 노래를 들은 단 한 사람이라도 친구에게 불쾌한 말을 하거나 사랑하는 사람을 때리고 싶다는 영감을 받는다면, 그 모든 것이 가치 있었을 것이다."
2003년, 레러는 자신의 특정 브랜드의 정치 풍자가 현대 세계에서는 더욱 어려워졌다고 언급했다. "실제 문제들은 대부분의 사람들이 건드리지 않는다고 생각한다. 클린턴 농담은 모니카 르윈스키와 그 모든 것에 대한 것이지, 그가 지뢰를 금지하지 않았다는 것과 같은 중요한 것에 대한 것이 아니다. ... 나는 조지 W. 부시에 대한 노래를 쓰고 싶지 않다. 어떤 종류의 노래를 써야 할지 알 수 없었다. 그게 문제다. 조지 부시와 그의 꼭두각시들을 풍자하고 싶지 않고, 그들을 증발시키고 싶다." 이전에 이렇게 말했다. "정치 풍자는 헨리 키신저가 노벨 평화상을 수상했을 때 쓸모없어졌다."
2000년에 CD 박스 세트 《더 리메인스 오브 톰 레러》가 라이노 엔터테인먼트에서 발매되었다. 여기에는 그의 첫 두 앨범의 라이브 및 스튜디오 버전, 《That Was The Week That Was》, 그가 《일렉트릭 컴퍼니》를 위해 쓴 노래들, 이전에 미발매된 일부 자료, 그리고 닥터 드멘토의 서문이 있는 작은 하드커버 가사집이 포함되었다. 2010년, 샤우트! 팩토리는 레러의 절판된 앨범들을 디지털로 이용 가능하게 하는 재발매 캠페인을 시작했다. 그의 가장 잘 알려진 노래들을 포함하는 CD/DVD 합본인 《톰 레러 컬렉션》이 발매되었으며, DVD에는 오슬로 콘서트 영상이 포함되어 있다.
2008년 2월 전화 통화에서 《워싱턴 포스트》의 진 와인가르텐은 레러와 오프 더 레코드 인터뷰를 했다. 와인가르텐이 기록을 위해 인쇄할 만한 것이 있느냐고 묻자 레러는 "그냥 사람들에게 내가 오바마에게 투표할 거라고 말해라"라고 답했다.
2012년, 래퍼 2 체인즈는 2012년 데뷔 앨범 《Based on a T.R.U. Story》에서 레러의 노래 "디 올드 돕 페들러"를 샘플링했다. 2013년, 레러는 자신의 노래가 "녹음한 지 문자 그대로 60년 만에" 샘플링된 것을 "매우 자랑스럽게" 여긴다고 말했다. 레러는 자신의 노래 사용 요청에 대한 공식 답변을 이렇게 설명했다. "'The Old Dope Peddler'의 유일한 저작권자로서, 이 개자식들에게 이것을 할 허락을 준다. 체인즈 씨에게 안부를 전해주거나, 내가 그를 2라고 불러도 될까?"
코미디 레이블 스탠드 업! 레코드는 레러의 홀리데이 곡들인 "(I’m Spending) 하누카 인 산타모니카"와 "A Christmas Carol"을 2024년에 7인치 싱글로 발매했다. 이 한정판 발매에는 두 곡의 악보도 포함되어 있다.

### 노래들을퍼블릭 도메인으로 공개
요컨대, 나는 더 이상 내 노래에 대한 어떤 권리도 보유하지 않는다.
그러니 마음껏 사용하고, 돈은 보내지 마라.— 톰 레러

2020년 10월, 레러는 자신이 쓴 모든 노래의 음악과 가사를 퍼블릭 도메인으로 이전했다. 2022년 11월, 자신의 노래에 대한 저작권 및 공연/녹음 권리를 공식적으로 포기하여 자신이 작곡한 모든 음악과 가사를 누구나 자유롭게 사용할 수 있도록 했고, 자신의 모든 녹음과 노래의 인쇄 가능한 사본을 다운로드할 수 있는 웹사이트를 개설했다. 그의 모든 작품을 퍼블릭 도메인으로 공개하는 그의 성명은 다음 언급으로 끝난다. "이 웹사이트는 그리 멀지 않은 미래에 폐쇄될 것이므로, 다운로드하고 싶은 것이 있다면 너무 오래 기다리지 마십시오." 2025년 7월 현재 웹사이트는 여전히 온라인 상태이다.

## 음악적 유산
1967년, 스웨덴 배우 라르스 에크보리는 잉마르 베리만의 《모니카와의 여름》 출연으로 스웨덴 외에서도 알려진 인물로, 레러의 노래 12곡을 스웨덴어로 해석한 《톰 레러의 아름다운 세상에서》(I Tom Lehrers vackra värld)라는 앨범을 만들었다. 레러는 프로듀서 페르-안데르스 보퀴스트에게 보낸 편지에서 "스웨덴어를 모르기 때문에 판단할 자격이 없지만, 에크보리 씨가 노래에 완벽하게 어울리는 것 같다"고 말했으며, 예기치 않은 추가적인 기교를 보여준 피아니스트 레이프 아스프에게도 찬사를 보냈다.
1971년 아르헨티나 가수 나차 게바라는 《Este es el año que es》 쇼/라이브 앨범에서 레러의 여러 곡을 스페인어 버전으로 불렀다. 1950년대에 게오르크 크라이슬러는 레러 본인이 언급했음에도 불구하고 크라이슬러가 반박했듯이 톰 레러의 "Poisoning Pigeons in the Park"와 "I Hold Your Hand in Mine"에서 영감을 받은 것으로 보이는 두 곡을 썼다. 작곡가 랜디 뉴먼은 레러에 대해 "그는 의심할 여지 없이 위대한 미국 작곡가 중 한 명이며, 최고의 작곡가들과 어깨를 나란히 한다. 작사가로서 그는 20세기 후반에 존재했던 최고의 작사가 중 한 명이다."라고 말했다. 가수이자 코미디언인 딜리 킨은 자신의 작품에 레러의 영향을 인정했다.
닥터 드멘토는 레러를 "20세기 최고의 음악 풍자 작곡가"라고 칭찬했다. 레러에게서 영향을 받은 다른 예술가로는 위어드 알 얀코빅이 있는데, 그의 작품은 일반적으로 더 대중적이고 기술적 또는 정치적 주제보다는 덜 다루어진다. 그리고 교육자이자 과학자인 H. 폴 슈치가 있는데, 그는 Dr. SETI라는 예명으로 투어하며 자신을 "칼 세이건과 톰 레러의 중간: 세이건처럼 노래하고 레러처럼 강의한다"고 말한다. 얀코빅은 다니엘 래드클리프(레러를 자신의 "영웅"이라고 불렀다)가 모국인 영국에서 《그레이엄 노턴 쇼》에서 "The Elements"를 공연하는 것을 보았고, 이는 래드클리프가 《위어드: 디 알 얀코빅 스토리》에 주연으로 출연하는 계기가 되었다.
2006년 1월 16일부터 2월 25일까지 캐나다의 리처드 그린블랫이 쓰고 연기한 연극 《레러로부터 온 편지들》이 토론토의 캐나다 스테이지 컴퍼니에서 공연되었다. 이 연극은 레러의 음악 경력, 여러 노래의 의미, 당시의 정치, 그리고 그린블랫 자신의 레러 음악 경험을 다루면서 레러의 노래들을 연주했다.
2006년 3월 16일 《뉴욕 매거진》에서 스틸리 댄의 도널드 페이건은 톰 레러를 자신과 작곡 파트너인 월터 베커에게 영향을 준 작가 중 한 명으로 지목했다. "우리는 톰 레러와 같은 코믹한 작곡도 좋아했다. 피아니스트이자 작곡가였는데, 이런 암울하면서도 재미있는 노래들을 썼다."
2010년 독일 음악가-코미디언 펠릭스 야노사는 "Tauben vergiften: Die bösen Lieder von Tom Lehrer"(비둘기에게 독을 먹이기: 톰 레러의 사악한 노래들)라는 제목의 앨범을 발매했으며, 그의 가장 잘 알려진 노래들 중 일부를 독일어 버전으로 수록했다.
2024년, 프랜시스 베켓은 레러의 음악을 다루는 연극 "톰 레러는 수학을 가르치고 당신과 이야기하고 싶어하지 않는다"를 썼으며, 레러의 묵시적 승인 하에 런던 하이게이트의 업스테어스 앳 더 게이트하우스 극장에서 공연되었다.
레러의 스타일에 영향을 받은 공연자로는 미국의 정치 풍자가 마크 러셀, 캐나다 코미디언 겸 작곡가 랜디 반쿠르, 그리고 영국 듀오 키트 앤 더 위도우가 있다. 작곡가/카바레 연주자 레너드 레르만은 레러의 세 곡을 확장하여 "Clementine"에 새로운 4절을, "Hanukkah in Santa Monica"에 새로운 2절을, 그리고 "The Elements"에 새로운 3절을 썼다.
레러는 팬들에게 "풍자의 왕"으로 불리기도 했다.

## 개인 생활 및 사망
레러는 결혼하지 않았고 자녀도 없었다. 그는 2025년 7월 26일, 97세의 나이로 매사추세츠주 케임브리지에 있는 자택에서 사망했다.

## 음반 목록
스튜디오 앨범
- 톰 레러의 노래 (1953), 1966년 재녹음 OCLC 1406915353
- 더 많은 톰 레러 (1959) OCLC 254651087

라이브 앨범
- 톰 레러와 함께 낭비한 저녁 (1959) OCLC 1454955440
- Revisited (1960) OCLC 48452419
- Tom Lehrer Discovers Australia (And Vice Versa) (1960; 호주 한정 발매)
- That Was The Week That Was (1965) OCLC 246160338

컴필레이션 앨범
- Tom Lehrer in Concert (1994; 영국 컴필레이션) OCLC 874933424
- 톰 레러의 노래 및 추가 노래 (1997; 그의 첫 두 스튜디오 앨범과 추가 노래를 모은 미국 컴필레이션) OCLC 37188082
- 톰 레러의 잔해 (2000) OCLC 612865755
- The Tom Lehrer Collection (2010) OCLC 567292051
- The Conducted Tom Lehrer (2023; 네 곡의 기악 버전과 이전에 미발매된 추가 곡 'Trees'를 추가)

싱글
- "That's Mathematics"/"I Got It From Agnes" (Needlejuice Records, 2023)[104]
- "(I’m Spending) Hanukkah in Santa Monica"/"A Christmas Carol" (Stand Up! Records, 2024)[80]

커버
레러의 많은 노래들은 That Was The Week That Was (라디오라 LP, 1981)에서 다른 가수들에 의해 공연되었다.

## 출판물
수학
- Fagen, R. E; Lehrer, T. A. (1957년 1월 24일). “The Gambler's Ruin with Soft-Hearted Adversary (Random Walks with Restraining Barrier and Absorbing Barrier)” (PDF). 미국 국가안보국. Reference 3: 로바체프스키 "무한히 미분 가능한 리만 다양체의 국소 유클리드화에 대한 해석적 및 대수적 위상수학" (미출판)[105]

참조: 도박꾼의 파산, 로바체프스키 (노래)에 대한 언급 참고, 이 논문은 나중에 수정되어 1958년 3월에 출판되었다.
미국 수학회 데이터베이스에는 그가 두 편의 논문의 공동 저자로 등재되어 있다.
- Fagen, R. E; Lehrer, T. A. (March 1958). 《Random Walks with Restraining Barrier as Applied to the Biased Binary Counter》. 《산업 및 응용 수학 학회지》 6. 1–14쪽. doi:10.1137/0106001. JSTOR 2098858. MR 0094856.
- T. Austin; R. Fagen; T. Lehrer; W. Penney (September 1957). 《The Distribution of the Number of Locally Maximal Elements in a Random Sample》. 《수학 통계 연보》 28. 786–790쪽. doi:10.1214/aoms/1177706893. MR 0091251.

노래
레러의 노래 중 두 곡은 그의 허락을 받아 《매드 매거진》에 재인쇄되었다.
- "Tom Lehrer Sings 'The Wild West Is Where I Want to Be'"" (조지 우드브리지 삽화, MAD #32, 1957년 4월)[107]
- "Tom Lehrer's 'The Hunting Song'"" (조지 우드브리지 삽화, MAD #35, 1957년 10월)[108]

악보
- The Tom Lehrer Song Book (Crown Publishers Inc., 1954; 미국 의회도서관 카드 카탈로그 번호 54-12068)
- 《Tom Lehrer's Second Song Book》 (영어). 크라운 퍼블리셔스. 1968.
- Too Many Songs by Tom Lehrer: With Not Enough Drawings by 로널드 설 (Pantheon, 1981, ISBN 0-394-74930-8; Methuen, 1999, ISBN 978-0-413-74230-8).